# Langton Herring
Langton Herring – wieś w Anglii, w hrabstwie Dorset. Leży 12 km na południowy zachód od miasta Dorchester i 196 km na południowy zachód od Londynu.